# Mistrzostwa Polski w koszykówce mężczyzn (1946)
XII Mistrzostwa Polski w koszykówce mężczyzn, pierwsze po II wojnie światowej. Turniej finałowy odbył się w Krakowie w dniach 23 - 25 marca 1946 r. z udziałem 4 drużyn.
| Miejsce | Zespół          | Mecze | Zwycięstwa-Porażki | Bilans punktów |
| 1.      | KKS Poznań      | 3     | 2-1                | 136:112        |
| 2.      | Cracovia        | 3     | 2-1                | 103:106        |
| 3.      | Warta Poznań    | 3     | 1-2                | 120:117        |
| 4.      | Społem Warszawa | 3     | 1-2                | 121:145        |

Turniej nie wyłonił mistrza. Zgodnie z regulaminem, w przypadku zdobycia takiej samej liczby punktów przez kluby, zarządzono rozegranie dodatkowego meczu. Decydujące o mistrzostwie spotkanie odbyło się 14 kwietnia 1946 r. w Krakowie. KKS Poznań pokonał Cracovię 41:21 (18:9) i został mistrzem Polski.

## Klasyfikacja medalowa po mistrzostwach
|    | Klub                     |   |   |   |
| -- | ------------------------ | - | - | - |
| 1. | AZS Poznań               | 4 | 1 | 0 |
| 2. | Lech Poznań              | 3 | 1 | 2 |
| 3. | Cracovia                 | 2 | 2 | 4 |
| 4. | YMCA Kraków              | 2 | 0 | 0 |
| 5. | Czarna Trzynastka Poznań | 1 | 0 | 1 |
| 6. | Polonia Warszawa         | 0 | 6 | 1 |
| 7. | Varsovia                 | 0 | 1 | 0 |
| 7. | WKS Łódź                 | 0 | 1 | 0 |
| 9. | Triumph Łódź             | 0 | 0 | 1 |
| 9. | AZS Lwów                 | 0 | 0 | 1 |
| 9. | Warta Poznań             | 0 | 0 | 1 |